# Sertão
Pour les articles homonymes, voir Sertão (homonymie).

Les sous-régions du Nord-est du Brésil :
Meio-norte.
Sertão
Agreste
Zone forestière.

Le sertão (prononcé en portugais : /sɛɾˈtɐ̃w̃/) est une zone géographique du Nordeste du Brésil au climat semi-aride. Son sens originel signifie l'« arrière-pays », le « hinterland », une zone éloignée des centres urbains, la campagne, et peut être comparé au concept de l'outback australien.
L'anthropologue Claude Lévi-Strauss le précise en ces termes : « Mato se rapporte à un caractère objectif du paysage : la brousse, dans son contraste avec la forêt ; tandis que sertão se réfère à un aspect subjectif : le paysage par rapport à l'homme » (Tristes Tropiques, chapitre Caduveo - Pantanal).

## Description

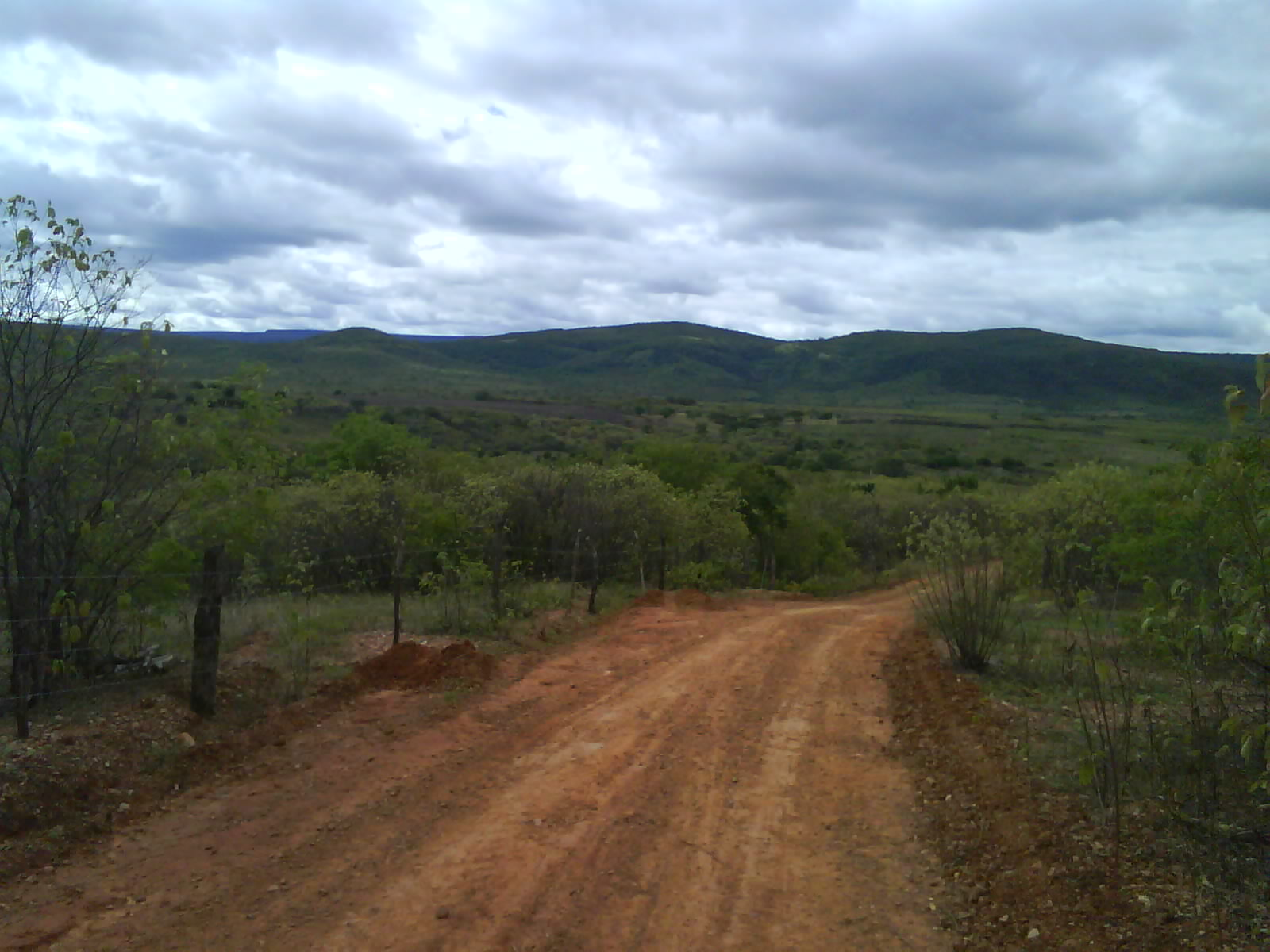
Chemin de terre dans l'arrière-pays de l'État du Pernambouc.

Le Sertao s'étend sur près d'un million de kilomètres carrés. Décrit par les climatologues comme le polygone de la sécheresse, ce territoire semi-aride fut jadis une région d'élevage prospère. Les sécheresses catastrophiques du Sertão ne sont pas une fatalité : il existe dans le sous-sol des réserves d'eau infiltrées. Mais elles ne sont pas toutes exploitées et les points d'eau utilisables sont souvent loin des villages.
L'élevage est, aujourd'hui, la principale activité économique du sertão.
Le premier processus de conquête de l'intérieur du pays s'est déroulé dans cette région, entre les XVIe siècle et XVIIe siècles, avec le déplacement de l'élevage du bétail qui se faisait sur le littoral, dû à la pression exercée par l'expansion de la culture de la canne à sucre, principal produit d'exportation coloniale. La zone fut conquise par des colons à faibles ressources et l'élevage permit la pénétration des sertões (arrière-pays). Les chemins des déplacements de bétail ainsi ouverts ont permis l'articulation et les échanges entre le littoral nordestin et l'arrière-pays, amenant à la création de plusieurs villes. Le rio São Francisco a constitué une voie d'entrée naturelle dans le sertão, amplifiant l'extension de cette aire. Les périodes prolongées de sécheresse sont un des principaux problèmes du sertão nordestin et, depuis les années 1940, les différents gouvernements tentent de résoudre le phénomène en développant divers programmes d'irrigation qui visent principalement au développement économique de la région.
En raison des sécheresses, les paysans quittent temporairement la région vers les villes de la côte, qui profitent d'un climat chaud et humide, comme Salvador, Recife, Natal ou Fortaleza, et reviennent pour la saison des pluies.
Dans une expression dérivée, le sertão désigne aussi un terrain éloigné du littoral, couvert de forêts ou de végétation sauvage (Dictionnaire Houaiss de la langue portugaise).

## Histoire
Le terme de sertão est mentionné dès le premier document historique de l'histoire du Brésil. Ainsi, dans son rapport au Roi Dom Manuel Ier en date du 1er mai 1505 sur la « découverte » de cette île de Vera Cruz  dont Pedro Álvares Cabral venait de prendre possession pour le compte de la couronne portugaise, Pero Vaz de Caminha emploie ce mot à deux reprises. Et dans les deux cas, c'est évidemment dans l'acception que ce  terme avait à l'époque au Portugal, à savoir celle de terre de l'intérieur par opposition au littoral, au détail près qu'il s'agit cette fois de terres inconnues aux limites incommensurables.
Ainsi pour le « découvreur » portugais comme pour les aventuriers qui entreprendront de pénétrer cet immense territoire, l'appellation de sertão – le plus souvent utilisée au pluriel, os sertões - servira pour qualifier des contrées sauvages, éloignées des foyers de civilisation représentés par les agglomérations en cours de constitution sur le littoral. Dans ces conditions, les limites de ces espaces vierges, à la fois inquiétants et attirants, reculent au fur et à mesure de la colonisation : dès que le paysage s'humanise, et pour ceux qui s'y sont fixés, ces terres intérieures ne constituent plus le sertão véritable.
En fait, et au moins jusqu'à la fin du  XIXe siècle, chaque grande agglomération sur le littoral à son propre sertão. Ainsi, par rapport à Rio de Janeiro, la région de São Paulo tout comme celle du Minas Gerais est considérée comme un sertão peuplé de rustres dont le déphasage linguistique et comportemental assure une bonne part du comique dans le théâtre de Martins Pena (en gros les années 1840-1850), premier représentant de la littérature dramatique authentiquement brésilienne. De même, sur les plateaux du centre-sud, les mineiros (habitants de l'État du Minas Gerais) d'Ouro Preto, définissaient-ils comme sertão les vastes territoires de la vallée du São Francisco tout comme le font toujours depuis le littoral du nord et du nord-est pour leurs backlands respectifs les habitants de Fortaleza, Recife, Maceió ou Salvador. À tel point qu'un déterminatif est  souvent nécessaire pour préciser la référence géographique : on parle du sertão de Minas ou des sertões (pluriel de sertão) de Bahia, du Ceará ou du Pernambouc, par exemple.
Au cours du XXe siècle, et surtout à partir de la publication en 1902 de l'ouvrage fondamental d'Euclides da Cunha – Os Sertões - le terme a acquis une spécificité : s'il est toujours utilisé de nos jours pour désigner, surtout au centre et à l'ouest, l'arrière-pays rural par opposition aux grandes agglomérations, il s'applique tout particulièrement à un paysage phyto-géographique bien défini, à savoir le domaine des caatingas du Nordeste. Dans ces contrées incultes, au sol pierreux parsemé d'épineux, au climat chaud et sec où la saison des pluies s'étend sur la période d'octobre à février, un drainage fluvial intermittent laisse subsister de place en place quelques oasis. Base d'une activité pastorale extensive, le bœuf, introduit en 1535 dans le Pernambouc et s'implantant ensuite à partir de la vallée du fleuve São Francisco, en constitue la principale richesse.

## Culture
Sur le plan culturel, la littérature érudite autant que la tradition populaire de la poésie de « colportage » -  les folhetos de cordel - puis le cinéma et la télévision ont élaboré en un siècle et demi une mythologie qui a fait du sertão le centre d'une constellation symbolique essentielle pour la compréhension de l'imaginaire collectif brésilien dominé par trois figures mythiques majeures :
- le retirante, expulsé par les grandes sécheresses vers le littoral et vers le sud industrialisé ;

- le cangaceiro, bandit de grand chemin (dont le plus célèbre est Lampião) issu de la violence générée par un système social fortement inégalitaire ;

- le beato, leader messianique subjuguant les victimes de ce même système qui attendent le salut de l'avènement des temps nouveaux où le sertão sera la plage d'une mer assurant le bonheur universel.
La représentation du sertão dans la littérature est considérée comme un élément central dans la construction de l'identité nationale brésilienne.

## Lectures

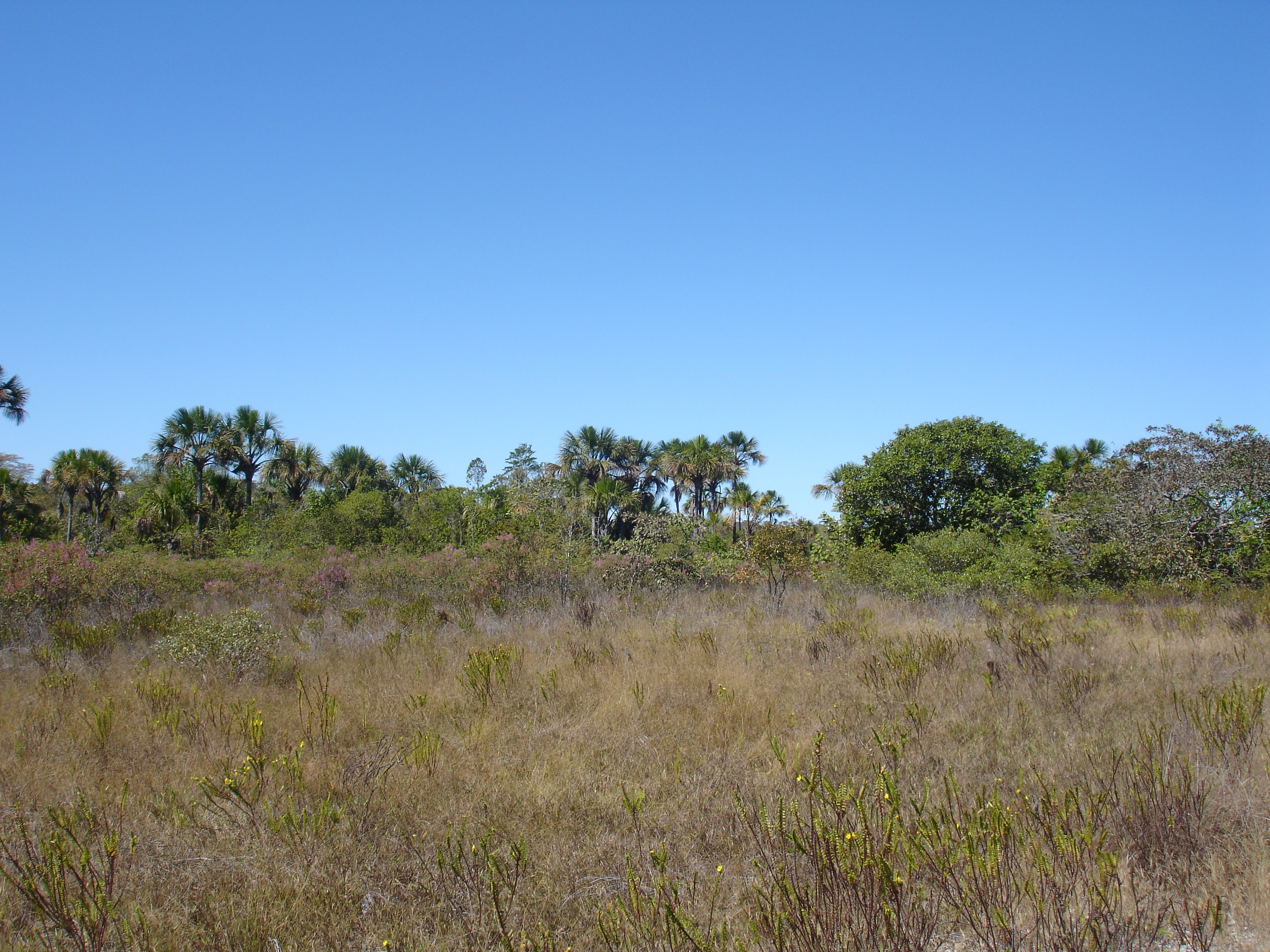
Un paysage typique du Sertão au parc national de Grande Sertão Veredas, nommé en hommage à l'œuvre de João Guimarães Rosa.

- Dans le Nordeste brésilien, une sécheresse sans fin, Journal Le Monde du 5 mai 2017[4]
- La Terre de la grande soif, Rachel de Queiros (Editions Anacaona 2014)  (ISBN 978-2918799-50-4) (traduction française de Paula Anacaona)
- Marianne Cohen, Ghislaine Duqué, Les deux visages du Sertão, IRD, 2001, 388 p.
- Hautes Terres, Euclides da Cunha (édition de 1997)  (ISBN 2-86424-260-5) (traduction française de Os Sertões).
- La Guerre de la fin du monde, Mario Vargas Llosa (édition de 1987)  (ISBN 2-07-037823-3) (traduction française de la Guerra del fin del mundo, fiction en langue espagnole, inspirée de Os sertões de Euclides da Cunha).
- Diadorim, João Guimarães Rosa (traduction française de Grande Sertão : Veredas, chef-d'œuvre de la littérature brésilienne du XXe siècle, publié en 1956).
- Sagarana, João Guimarães Rosa (traduction française du recueil de récits portant le même titre publié au Brésil en 1946).
- Toutaméia, João Guimarães Rosa (traduction française du recueil publié au Brésil sous le titre de Tutaméia, en 1967).
- Sécheresse, Graciliano Ramos (traduction française du récit publié au Brésil sous le titre de Vidas Secas en 1938).

## Musique
- Sertão, Julien Clerc, album Liberté, Égalité, Fraternité... ou la Mort (1972)
- Sertão, Bernard Lavilliers, album O gringo (1980)
- Sertão, Desireless & Operation Of The Sun, album Noun (2012)